# Lan (Léo)
Pour les articles homonymes, voir Lan.
Ne doit pas être confondu avec Lan (Tchériba).
Lan est une commune rurale située dans le département de Léo de la province de Sissili dans la région du Centre-Ouest au Burkina Faso.

## Géographie
Lan est située à 10 km au sud de Léo et à 1 km au nord de la frontière avec le Ghana. Elle est traversée par la route nationale 6.